# Shijiazhuang Zhengding International Airport

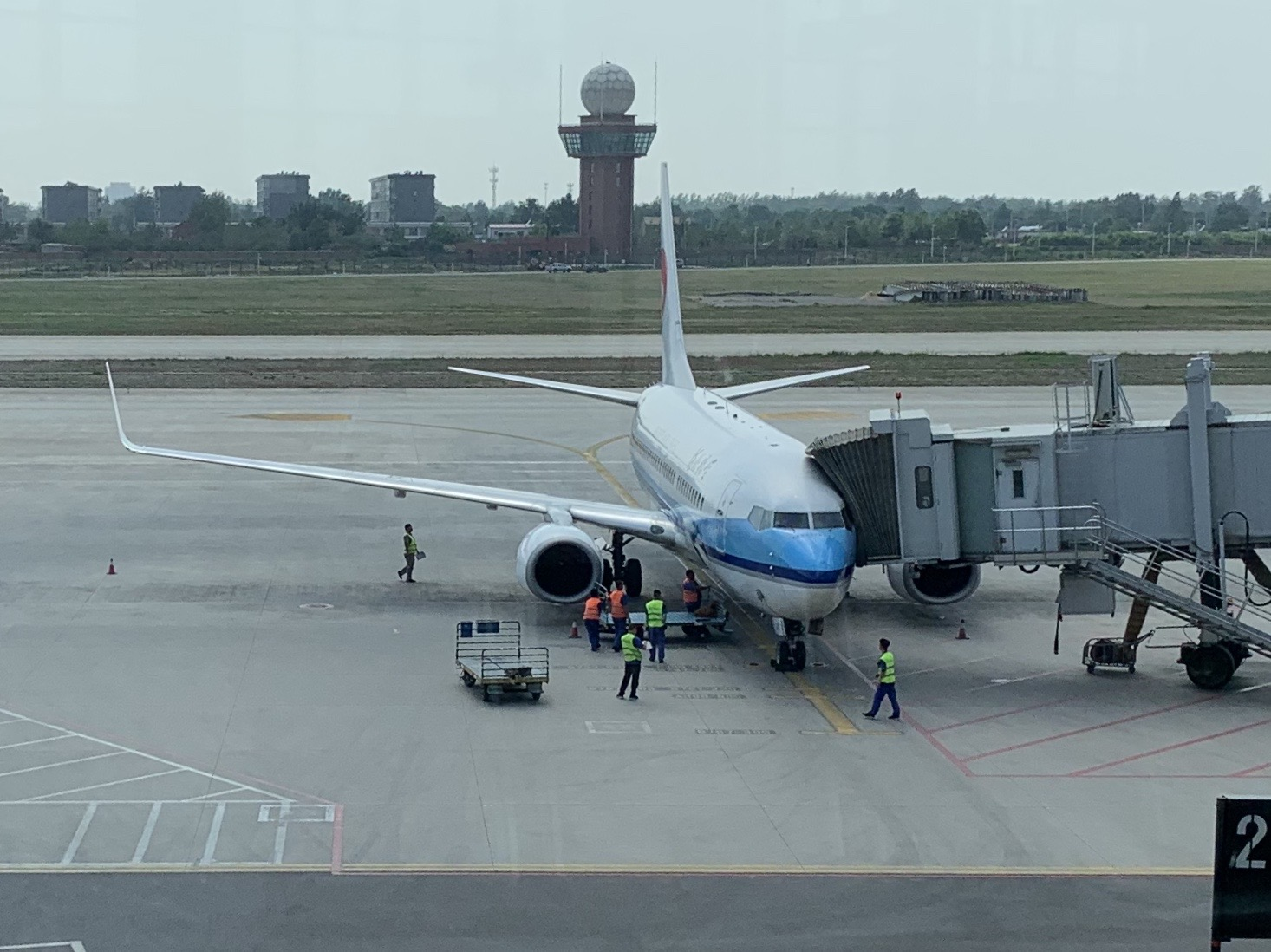

De Shijiazhuang Zhengding International Airport (Chinees: 石家庄正定国际机场, Hanyu pinyin: Shíjiāzhuāng Zhèngdìng Guójì Jīchǎng) (IATA-code: SJW, ICAO-code: ZBSJ) is een vliegveld in Xinchengpu, 60 km ten noorden van het centrum van Shijiazhuang, provinciehoofdstad van de noordelijke provincie Hebei in China. De luchthaven is een hub voor Hebei Airlines en een uitvalsbasis voor China United Airlines en Spring Airlines. In 2023 had Shijiazhuang Zhengding Airport met 76.666 vliegbewegingen 9.863.183 passagiers en 61.077 ton cargo.
Shijiazhuang Zhengding Airport werd geopend in 1995. In juli 2008 werd het omgedoopt tot Shijiazhuang Zhengding International Airport. Het was ook een van de weinige luchthavens in China waar de Antonov An-225 kon opereren.